# Maxime Mermoz
Maxime Mermoz (Épinal, 28 de julio de 1986) es un exrugbista francés que se desempeñaba como centro. Fue internacional con Les Bleus de 2008 a 2016.

## Carrera
En mayo de 2013 fue un reemplazo no utilizado cuando Toulon ganó la final de la Copa Heineken 2013 por 16-15 contra Clermont Auvergne.
En enero de 2017 firmó un contrato a corto plazo para el equipo inglés Leicester Tigers, como cobertura de lesiones para Matt Toomua y Manu Tuilagi, quienes fueron marginados por el resto de la temporada. Hizo su debut contra Gloucester desde el banquillo entrando por Matt Smith en el minuto 51 y anotó su primer try 30 minutos después.
En febrero de 2017 firmó por otro club inglés, los Newcastle Falcons. Jugó 11 partidos (sin tries) en la temporada 2017-18.
En 2018 con las salidas de Florian Fritz, Yann David y Gaël Fickou, el Stade Toulousain busca reforzar el centro de su ataque y lo recluta. Ganó un cuarto campeonato francés en 2019, pero tuvo poco tiempo de juego debido a Pita Ahki, Sofiane Guitoune y Romain Ntamack que fueron regularmente preferidos a él. Así, en 2020 decidió poner fin a su carrera.

## Selección nacional
Integró a la selección juvenil y ganó el Campeonato Mundial de Rugby Sub-21 de 2006.
Ganó su primer partido con la selección absoluta de Francia el 5 de julio de 2008 contra Australia. Debutó en el Campeonato de las Seis Naciones durante la edición de 2009 contra Escocia.

### Participaciones en Copas del Mundo
Lièvremont lo seleccionó para Nueva Zelanda 2011, se alineó con Aurélien Rougerie y jugó todas las pruebas como titular. Anotó su primer try en la derrota por 37-17 ante Nueva Zelanda en la Copa Mundial de 2011, interceptó un pase de Dan Carter cerca de la línea de medio camino antes de correr claro para anotar.
| Mundial                       | Sede          | Resultado  | PJ | Tries |
| ----------------------------- | ------------- | ---------- | -- | ----- |
| Copa Mundial de Rugby de 2011 | Nueva Zelanda | Subcampeón | 6  | 1     |

## Palmarés
- Campeón de la Copa de Campeones de 2012–13, 2013-14 y 2014-15.
- Campeón del Top 14 de 2007-08, 2008-09, 2013-14 y 2018-19.